# Južnokoroško znamenje
Južnokoroška znamenja so sorazmeroma majhni grajeni krščanski spomeniki na odprtih poljih. V mnogih pogledih sledijo koroški in v širšem smislu evropski kulturnozgodovinski tradiciji glede njihove tipologije, lokalizacije, lokalnega zgodovinskega pomena, vpetosti v življenjske običaje. So tudi izraz nadregionalne kulturne izmenjave, inkulturacije in nadregionalnega kulturnega razvoja skozi stoletja. 
So del kulturne zgodovine dežele in dajejo kulturni krajini te regije značilen značaj. Na Koroškem, na jugu Avstrije, za katero je bila skozi stoletja značilna, sedaj pogosto zgodovinska, bikulturalnost ali dvojezičnost (nemščina in slovenščina), najdemo pri znamenjih številne posebnosti, ki potrjujejo njihovo posebno vrednost za koroško, za avstrijsko ter za evropsko kulturno krajino.

## Regionalno kopičenje
Znamenja ali lokalno slovensko narečno tudi "križi", se nahajajo večinoma na območjih, kjer je značilna katoliška tradicija. Na območjih z značilno protestantsko tradicijo so bila ta verska pričevanja večinoma odstranjena v 16. stoletju. Na Zilji so manj razširjeni kot na osrednjem južnem Koroške (v Rožu, na Gurah, na Celovškem polju, v Podjuni in na Osojskih Turah ali na Možbrškem gričevju). Z zgodovinskega vidika je bila za ta območja značilna prisotnost koroških Slovencev, ki je deloma ni več, kar poudarja pomen medkulturnih procesov pri vzpostavljanju, ohranjanju in dojemanju ter oblikovanju kolektivne identitete.
Deuer navaja, da je "... zlasti južni del dežele z jezikovno mešanimi območji še posebej bogat z znamenji, obcestnimi križi in kapelicami. Postali so neločljiv del podeželja, pokrajine, ki so jo oblikovale človeške roke, in utelešajo posebno neposredno obliko izražanja ljudske pobožnosti, saj jih je prebivalstvo večinoma postavilo na lastno pobudo brez neposrednega vpliva cerkvenih ustanov, njihova ohranitev pa je še danes v pristojnosti lastnikov, prebivalcev ali sosesk ...".
Wilhelm Dreuer je tudi zasnoval občinski grb občine Pokrče na Celovškem polju, na katerem so poleg južnokoroškega znamenja upodobljeni tudi simboli karantanskih kosezov meč in sulica. 
Tradicionalno so nekoč in se še danes sadi lipe ob znamenjih.
Tam, kjer so postale žrtev časa, jih ponovno sadijo, kot na primer ob znamenjih na zvezni cesti v dolino Krčice med poljanskima župnijama Šenttomaž_pri_Celovcu in Timenica v občini Štalenska gora severovzhodno od glavnega mesta dežele Celovec, kjer so značilne za pokrajino.

## Oblike
Kot znamenje (regionalno tudi „križ“) se na splošno razume prostostoječi zidani steber ali steber s pritrditvijo, ki je okrašen s slikovnimi ali redkeje figuralnimi upodobitvami (kipi) verske vsebine. 
Osnovna oblika se je razvila v gotskem obdobju in je sestavljena iz baze (podnožje), stebla (trup), vrha (nastavek) in strehe (kapa, strešica). Raznolikost oblik, ki so se razvile na podlagi tega, je velika.
Najpogostejše vrste znamenj na avstrijsko-slovenskem obmejnem območju so: znamenja na stebrih in stebričkih, znamenja na širokih stebrih z dvokapnimi strehami, znamenja vobliki kapelic, znamenja v obliki ute ter tudi ožji ali širši tri-, pet-, šest- in osemkotni stebri.
V nasprotju s širokimi stebri z veliko nišo ali stensko nišo, ki ne sega do tal, imajo kapelice in znamenja v obliki ute le majhno notranjost, v katero je sicer mogoče vstopiti. Arhitekturno oblikovanje in poslikava obcestnih svetišč segata od najkakovostnejših dosežkov različnih slogovnih obdobij do najpreprostejših oblik (ljudske umetnosti).

## Poreklo
Nekateri raziskovalci vidijo povezavo med znamenji in antičnimi mejniki, ki so jih Rimljani postavljali ob cestah v spomin na umrle popotnike, ali mejniki, ki so služili kot označevalci razdalji na cestah, da bi olajšali potovanje.
Izvor znamenj na južnem Koroškem naj bi bilo v Franciji, zlasti ker so najstarejša znamenja zelo podobna kamnitim smrtnim svetilkam v Burgundiji. Tako pričajo o transkulturnih procesih v Evropi ali procesih inkulturacije  kulturnih dosežkov v časovni in/ali geografski razsežnosti.
Verjtno najstarejša ohranjena poznoromanska smrtna svetilka v Kotmari vasi morda v začetku 13. stoletja postavili francoski kamnoseki, ki so jih v Vetrinj pripeljali cistercijani. Svetilke za mrtve z značilnimi odprtimi, tabernaklju podobnimi vrhovi, kjer so pokojniku prižigali luč, najdemo predvsem na pokopališčih.
Na celotnem Koroškem je znanih osem smrtnih svetilk. Kotmara vas, Hodiše, Globasnica, Straßburg, Steuerberg, Velikovec, Gospa Sveta in Krka. Med najstarejša ohranjena obcestna svetišča spadajo obcestna svetišča, ki označujejo meje zemljiške posesti, pristojnosti ali druge meje.
Najstarejše kamnito znamenje na južnem Koroškem, ki je stalo na nekdanji meji med jurisdikcijo mesta Beljak in gradu Vajškra, je Beli križ (omenjen leta 1399) pri kraju Zehenthof v Beljaku.
"Križ ubogih grešnikov" v Štefanu na Zilji je bil prav tako postavljen kot mejni križ (1499), saj se je pristojnost gospode Aichelburg širila do te točke. Okrašen je s freskami iz šole [Görtschacher]ja in je eno od štirih navedenih gotskih obcestnih svetišč na Koroškem. Breda Vilhar meni, da je Görtschacher "verjetno germanizirano slovensko ime goričan'' po vasi Goriče/Görtschach v Spodnji Ziljski dolini". Vilharjeva nadaljuje: "[Margareta] Witternigg omenja tudi, da je njegovo ime domače koroško ime, izpeljano iz 'Windisch (torej slovensko) Görtschach'". 
Pod spomeniškim varstvom so tudi sledeča znamenja: znamenja Hauser in Gangl-Stöckel v kraju Reisach v občini Kirchbach na Zilji (1499), Kernmaierjevo znamenje v Sv.  Valpurga  (St Walburgen) na območju doline Krčice (freske okoli 1425/30) in Čahovnikov križ v Šmartinu  na  Teholici. Po podatkih www.kleindenkmäler.at je slednji "največje poznogotsko nišno znamenje na Koroškem z višino 8 metrov in širino tabernaklja 2 metra. Ogromna stožčasta streha sloni na masivnem kvadratnem stolpu. Telo niše jasno izstopa iz stožčastega jaška. Stožčasta streha je pokrita s smrekovimi skodlami in jo zaključuje pozlačen Kristusov monogram: IHS. Dragocene gotske freske (15. stoletje ?) so žal v veliki meri zbledele."

## Šege in navade
Čeprav se številna znamenja niso ohranila ali so izgubila svoj prvotni namen, so pevezana s izroöilom zgodb, pripovedk in legend ter obeležujejo posebno težke čase, kot so kuge. Odražajo lokalne običaje in so vključena v verske obrede (npr. poljske procesije) podeželskega prebivalstva. Kot kažipoti spremljajo stare prometne in romarske poti (npr. križ Olip [Vilip] v Pliberku ali poznobaročno znamenje, imenovano "Windische Kapelle" (»slovenska kapela«), v Porečah ob Vrbskem jezeru.

## Kultura spomina in obeleževanja
Kot osebna spominska obeležja spominjajo na tragične nesreče ali izražajo hvaležnost za uslišano prošnjo v stiski (npr. Trupijevo znamenje/tablici pri Trupiju v Bekštanju ob Baškem jezeru; Baštejev križ v Bilčovsu iz leta 1893).
Kulturnozgodovinsko zanimiva so tista znamenja, ki so bila postavljena na podlagi zaobljube ali v zahvalo za srečno vrnitev iz druge svetovne vojne ali iz zapora in taboriščih po deportacijah KOroükih Slovencev 14.aprila 1942, saj kažejo konceptualno povsem drugačno vizijo tistega časa, kot jo izražajo heroizirajoči vojni spomeniki padlim borcem in vojakom. 
Ta koroško slovenska znamenja so po svojem sporočilu primerljive s številnimi slovenskimi nagrobnimi napisi na Koroškem.
Primeri vključujejo spominski križ družine Kumer-Črčej v Blatu pri Pliberku kot izraz hvaležnosti za to, da je bila družina leta 1942 rešena deportacije, Žlajharjev križ v Sodraževi pri Bilčovsu, Svečeva kapelica v Dobu pri Pliberku, Petrov križ v Grabljah, križ družine Wrulich, vlg. Selanovi/Selanov križ v Tucah na Radišah/. Lajmiševa spominska kapelica spominja na tragično eksplozijo vojaškega materiala tik pred koncem vojne, v kateri je umrlo pet fantov.

## Slikovni motivi
Slikovni motivi v nišah (podobe Kristusa in Device Marije, svetniki, upodobitve Svete Trojice) so običajno nameščeni po določenih pravilih. Sveti zavetnik cerkve je pogosto upodobljen na strani, ki je obrnjena proti najbližji cerkvi, zato so imela znamenja v preteklosti tudi pomembno označevalno funkcijo. Temu ustreza upodobitev svetega Lavrencija v enem redkih primerov baročne veličastne arhitekture (v nasprotju z običajno ljudsko arhitekturo), tristranskemu Tomanovemu križu v Svinči vasi v občini Štalenska gora.
Deuer Tomanov križ opisuje takole: "Zgrajen je na trikotnem tlorisu, njegove stranice so med poševnimi vogali konkavno ukrivljene (s profiliranim podstavkom in impostnim grebenom), končni entablat na sredini vsake stranice pa je obokan naprej. Slike v pravokotnih nišah (Marija z otrokom, sveti Andrej in sveti Lavrencij ter križanje s pomočniki) so bile obnovljene v 19. stoletju."

## Opodobitev slovanskih apostolov
V nekdaj koroško-slovenskih, zdaj dvojezičnih ali nemških župnijah južne Koroške najdemo zlasti tudi upodobitev slovanskih apostolov Cirila in Metoda. Le-ta večinoma kažejo proti vzhodu. V kulturnozgodovinskem kontekstu so izraz slovenske identitete darovalcev. Primeri, ki so bili doslej ohranjeni in repertorizirani v okviru projekta "Kulturni spomeniki na Koroškem in v Sloveniji" (ne pa še Dehio 2001), so: v Pliberku Brakov križ (postavljen leta 1903, obnovljen leta 1994, Jožef Stefan, * 1945), Glinikov križ (postavljen leta 1670 ? obnovil Jožef Stefan), Olipov (Vilipov) križ (F. Jerina, restavriral Jožef Stefan) in Zgončev križ (1969, slike Jožef Stefan), v Bekštanju Kurijeva kapelica (postavljena 1893, obnovil Jožef Stefan), v Bilčovsu Pvavčev križ (slike Jožef Stefan) in kapelica pri cerkvi sv. Helene ("tri glave") (postavljena leta 1763, obnovil Jožef Stefan) v Vogrčah/ farovški križ (obnovil Jožef Stefan) in v Vrbi Sušnikov križ (obnovljen leta 1781 in 1828).

## Koroško-slovenski jezikovni spomeniki
Imena znamenj se včasih nanašajo na zgodovinski jezikovni položaj. 
Referenčno delo "Dehio Kärnten" na primer v Porečah navaja t.i. "Windische Kapelle" (slovensko kapelico) , Wilhelm Deuer v Otmanjah v občini Štalenska gora (poleg imena Krenn-Kreuz ali Grünes Kreuz) navaja drugo ime Windisches Kreuz (slovenski križ), ki se tako imenuje "zaradi poteka stare pogovorne jezikovne meje".
Poudariti je treba znamenja in kapelice z nekdanjimi ali ohranjenimi slovenskimi napisi ali z napisi. kjer so se le-ti delno ohranili, saj tako predstavljajo krajinsko-arhitekturna pričevanja o slovenski kulturni zgodovini: Trunkičev (prej Bobnarjev) križ in kapela križevega pota v romarski cerkvi Božji grob v Pliberku, Baštejev križ, Pvavčev križ in Zahojnikov križ v Bilčovsu ali Šmavcerjev križ v Suhi. V Svečah je slovenski napis na pokopališki kapelici povezan s potjo v posmrtno življenje (Kar ste vi - smo bili mi/Kar smo mi - bote tudi vi), medtem ko je napis na pogrebni kapelici v Podkrnosu ohranjen le v fragmentih. Tudi Ovčičeva kapelica v kraju Prebljah pri Kotmari vasi je nekoč imela slovenske napise, vendar so jih, kot v mnogih primerih v 20. stoletju, prebarvali in jih ni bilo več mogoče obnoviti, zato ima zdaj nov zvon dvojezični napis. 
Polcerjev križ na Ležbah pri Hodišah iz leta 1680, ki je bil večkrat obnovljen, ima na severni strani latinski napis (FATUM, 1680, RENOVATUM, A: 1878 in T: Molchior) in je prav tako  del koroškoslovenske regionalne kulturne zgodovine.